# Estola similis
Estola similis là một loài bọ cánh cứng trong họ Cerambycidae.